# Przychody finansowe
Przychody finansowe – przychody związane z działalnością inwestycyjną oraz działalnością finansową. Są one księgowane w zespole 7 zakładowego planu kont (Przychody i koszty ich osiągnięcia) na koncie Przychody finansowe. Należą do nich w szczególności:
1. przychody ze sprzedaży papierów wartościowych,
2. przychody z dywidend (od zakupionych akcji),
3. odsetki uzyskiwane przez przedsiębiorstwo z tytułu:
  1. lokat bankowych,
  2. udzielonych pożyczek,
  3. weksli obcych,
  4. papierów dłużnych (m.in. obligacji),
  5. przeterminowanych należności.
4. dodatnie różnice kursowe,
5. przychody z tytułu aktualizacji wyceny aktywów finansowych.

Układ rachunku zysków i strat przewiduje wyodrębnienie w ramach przychodów finansowych: przychodów z tytułu dywidend i udziałów w zyskach, przychodów z tytułu odsetek, zysków ze zbycia inwestycji, aktualizacji wartości inwestycji oraz innych przychodów finansowych.